# Mikael Ressem
Mikael Ressem, född 13 oktober 1979 i Gävle, är en svensk författare. Han är skapare av deckarserien om ambulanssjuksköterskan Erik Sandström.
Ressem är född och uppvuxen i Gävle. Efter studier på vårdgymnasiet arbetade han som undersköterska i Västerås åren 1998–2001. Därefter fortsatte han karriären inom sjukvården, via ambulansutbildning 2000, sjuksköterskeexamen 2006 och samma år kandidatexamen i omvårdnadskunskap vid Gävle högskola.
2014 började han skriva böcker, ofta med utgångspunkt från hans vårdmiljö. Numera (2023) arbetar han heltid som deckarförfattare. Förutom bokserien om ambulanssköterskan Erik Sandström skriver han en om Sjukvårdens nationella insatsgrupp (SNG), där publicerade titlar heter Kodnamn Styx och Kodnamn Hades. Tillsammans med Ann-Charlotte Persson har han sedan 2023 författat Klaraserien.